# 比艾莱蒙
比艾莱蒙（法語：Buais-Les-Monts，法語發音：[bɥɛ le mɔ̃]）是法国芒什省的一个市镇，位于该省南部，属于阿夫朗什区。

## 历史
比艾莱蒙成立于2016年1月1日，由比艾和圣桑福里安德蒙合并而成，其中为比艾为市镇政府驻地。

## 地理
比艾莱蒙（48°31'21"N, 0°58'9"W）面积24.73 平方千米，位于法国诺曼底大区芒什省，该省份为法国西北部沿海省份，西、北、东北三面环大西洋，东起顺时针与卡爾瓦多斯省、奧恩省、马耶讷省和伊勒-维莱讷省接壤。
与比艾莱蒙接壤的市镇（或旧市镇、城区）包括：富日罗勒迪普莱西、朗迪维、旧萨维尼、勒泰约勒、拉庞蒂、穆利讷。
比艾莱蒙的时区为UTC+01:00、UTC+02:00（夏令时）。

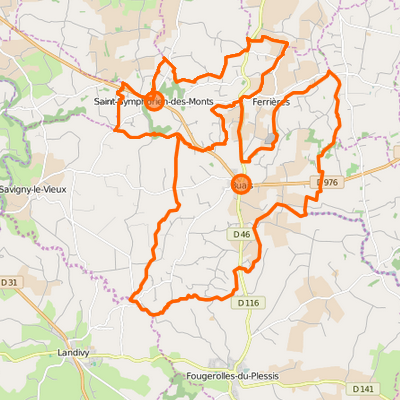
比艾莱蒙的OSM定位图

## 行政
比艾莱蒙的邮政编码为50640，INSEE市镇编码为50090。

## 政治
比艾莱蒙所属的省级选区为圣伊莱尔迪阿库埃县。

## 人口
比艾莱蒙于2022年1月1日时的人口数量为612人。